# الممالح (الرضمة)

تعديل مصدري - تعديل

الممالح محلة تابعة لقرية شمضة، التابعة لعزلة كحلان بمديرية الرضمة إحدى مديريات محافظة إب في الجمهورية اليمنية.، بلغ تعداد سكانها 43 حسب تعداد اليمن لعام 2004.